# José Bonifácio Lafayette de Andrada
José Bonifácio Lafayette de Andrada (Barbacena, Minas Gerais, 1904. május 1. – Belo Horizonte, 1986. február 18.) brazil politikus és ügyvéd. 1968 és 1970 között Brazília képviselőházának elnöke volt.